# مازة رستمي (بهمئي غرمسيري الشمالي)
مازة رستمي (بالفارسية: مازه رستمی) هي قرية تقع في إيران في قسم بهمئي غرمسیري الشمالي الريفي.